# Lippe (fiume)
Il fiume Lippe (Lupia in latino) è un fiume della Germania dell'omonimo ex stato tedesco, affluente del Reno della lunghezza di 255 km.
La sua sorgente è situata nella foresta di Teutoburgo vicino a Paderborn, nel suo percorso attraverso la regione della Ruhr, costeggiando la città di Lippstadt e confluisce nel Reno in prossimità di Wesel.
Attualmente, a causa degli scarichi industriali della zona, soffre di un inquinamento molto alto e sono allo studio soluzione per la protezione della fauna e della flora acquatica.
Il distretto di Lippe, unendosi fra l'altro con la Vestfalia, ha contribuito con il suo territorio a formare l'attuale Land della Renania Settentrionale-Vestfalia.

## Affluenti
alla destra orografica: 
Jordan, Thune, Glenne, Stever
alla sinistra orografica: 
Beke, Pader, Alme, Heder, Ahse, Seseke

## Comuni attraversati

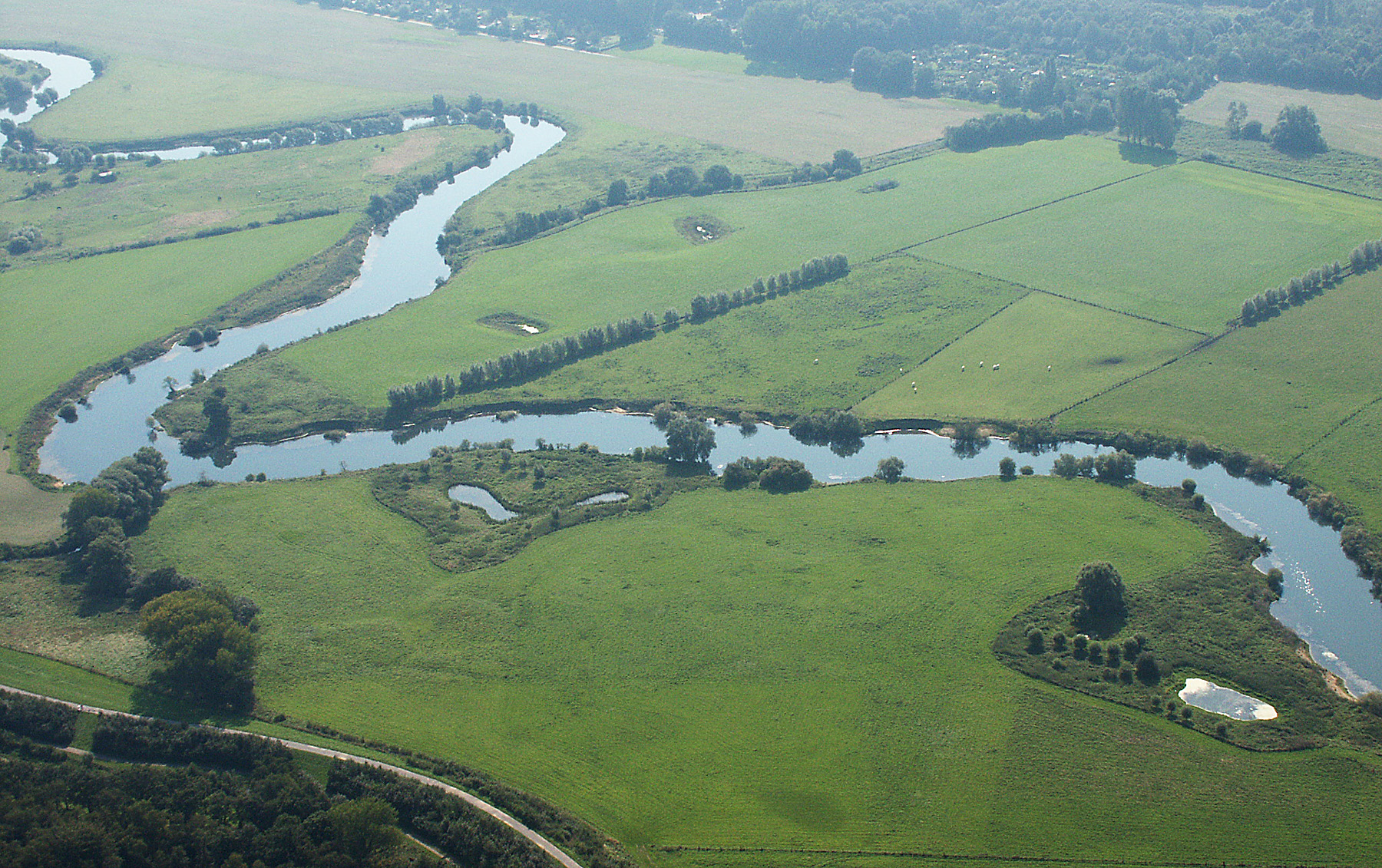
Veduta aerea del fiume Lippe ad ovest di Lünen

Città:
Paderborn, Hamm
Paesi: 
Lippstadt, Werne, Lünen, Haltern am See, Dorsten, Wesel